# Þórðr Sjáreksson

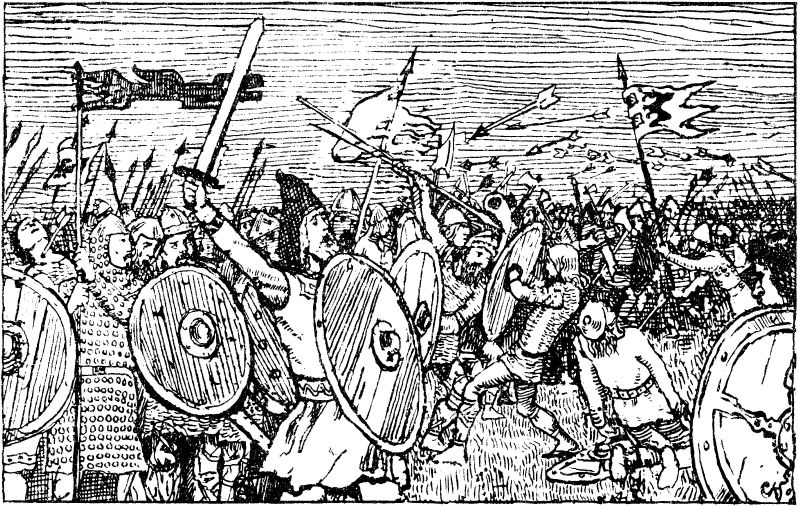
Christian Krogh : Illustration pour la saga de Håkon le Bon, édition Heimskringla 1899

Þórðr Sjáreksson est un scalde islandais du XIe siècle. Il a été poète de cour auprès du roi de Norvège Olav Haraldson et du jarl de Lade Éric Håkonsson.

## Œuvres
Quatre de ses stances sur le jarl nous sont parvenues par les sagas royales.
Il est aussi l'auteur d’un poème dédié à la mémoire d'Olav Haraldson (saint Olaf), roi de Norvège de 1015 à 1028, la Róðadrápa (« Poème du Crucifix »), dont une seule strophe a été conservée, strophe qui porte sur le combat naval meurtrier entre Olaf et Knut le Grand à l'embouchure de la Helge.
Des fragments ont également été conservés dans le Skáldskaparmál.

### Édition
- Kari Ellen Gade, Þórðr Særeksson (Sjáreksson) (Sjár), Þórálfs drápa Skólmssonar (Sjár Þórdr), Flokkr about Kloeingr Brúsason (Sjár Kloeingr), Róðudrápa (Sjár Róðdr), in D. Whaley (dir.), Poetry from the Kings' Sagas 1. From Mythical Times to c. 1035, vol. I, Brepols, 2012.  (ISBN 978-2-503-51896-1)